# 乞伏曇達
乞伏昙达（?—?），西秦宗室，陇西鲜卑乞伏司繁的儿子，是西秦国王乞伏归的弟弟。
412年六月，振威将军乞伏公府刺杀了河南王乞伏乾归，平昌公乞伏炽磐派他的弟弟乞伏昙达为镇东将军，镇守谭郊，封襄武侯。
413年，乞伏炽磐派镇东将军乞伏昙达、平东将军王松寿率军於白石川(今[天水市][秦安縣]附近）击败东部休官部落首领权小郎、吕破胡，俘虜一萬多人,進據白石城(白石川鄰近),又有一萬多人投降,不久西秦所署显亲公休官部落首领权小成、吕奴迦據白坑(亦為白石川附近)以叛, 乞伏曇達對將士們説：“從前[公孫瓚]憑險頑抗，最終有滅族之禍；[韓遂]恣行暴虐，終於受到覆族之災。現在權小成等人在白坑反叛，應該消滅掉。王者之師，有征無戰，你們各位，共同努力！”大家都拔出劍來大聲呼喊，於是進攻白坑，殺了權小成、呂奴迦以及四千七百人,陇右的休官部落全部投降。415年，西秦王乞伏炽磐任命秦州刺史乞伏昙达为尚书令。西秦王乞伏炽磐派遣襄武侯乞伏昙达等领骑兵一万袭击赤水，收降了南羌的弥姐部落和康薄部落。
416年，西秦王乞伏炽磐进攻后秦洮阳公彭利和，沮渠蒙逊进攻西秦的石泉，来解救彭利和。二月，乞伏炽磐派襄武侯乞伏昙达营救石泉，沮渠蒙逊于是和乞伏炽磐通婚讲和。乞伏昙达等在上邽击败后秦秦州刺史姚艾，把五千多户上邽居民强行迁移到枹罕。
417年八月，乞伏炽磐任命尚书令乞伏昙达为左丞相，左仆射乞伏元基为右丞相，御史大夫麴景为尚书令，侍中翟绍为左仆射。左丞相乞伏昙达等进攻后秦旧将姚艾。姚艾表示愿为西秦藩属，乞伏炽磐命姚艾为征东大将军、秦州牧。召回王松寿为尚书左仆射。418年，秦州牧姚艾投降北凉沮渠蒙逊。乞伏炽磐命左丞相乞伏昙达为都督洮、罕以东诸军事、征东大将军、秦州牧，镇守南安。
422年，乞伏炽磐召回秦州牧乞伏昙达，命为左丞相、征东大将军。426年，西秦王乞伏炽磐讨伐北凉，沮渠蒙逊游说夏国袭击西秦的都城枹罕。赫连昌派兵进攻西秦的苑川、南安。九月，乞伏炽磐把境内的老弱妇孺和家畜，迁徙到浇河郡和莫河的仍寒川，命左丞相乞伏昙达留守京师枹罕。乞伏昙达被夏国的征南大将军呼卢古击败。427年二月，乞伏炽磐派左丞相乞伏昙达招抚慰问武始山地羌人，羌人生擒西秦乞伏昙达，把他献给夏国。